# Яснов, Михаил Давидович
Михаи́л Дави́дович Ясно́в (настоящая фамилия Гурвич; 8 января 1946, Ленинград — 27 октября 2020, Санкт-Петербург — русский детский писатель, поэт, переводчик и редактор.

## Биография
Отец — Давид Иосифович Гурвич, уроженец Минска, участник советско-финской и Великой Отечественной войн, до своего ареста в 1950 году — главный инженер Ленинградской мебельной фабрики; мать — медицинский работник Елена Ильинична Гурвич, родом из Казани.
Окончил вечернее отделение филологического факультета ЛГУ им. А. А. Жданова (1970), работая в это время в издательстве, где прошёл путь от грузчика до старшего редактора. После окончания университета стал заниматься художественным переводом и поэзией для детей.
Значительное влияние на формирование литературных вкусов и поэтических пристрастий Яснова оказал литературный клуб «Дерзание» при Ленинградском Дворце пионеров, членом которого он был до окончания средней школы. Здесь завязались его дружеские отношения с руководителями поэтических кружков поэтами Н. Грудининой и Г. Семёновым, а также историком А. Адмиральским, филологом Е. Эткиндом, педагогом Н. Долининой, переводчиком Э. Линецкой, демократические и профессиональные воззрения которых сыграли существенную роль в становлении молодого поколения ленинградских литераторов 1960—1970-х годах.
Скончался в Санкт-Петербурге 27 октября 2020 года.

## Литературно-общественная деятельность
Член Союза писателей СССР (с 1982), ПЕН-клуба и Гильдии «Мастера литературного перевода»; председатель секции художественного перевода Союза писателей Санкт-Петербурга, руководитель студии художественного перевода при Французском институте Санкт-Петербурга.

## Творчество

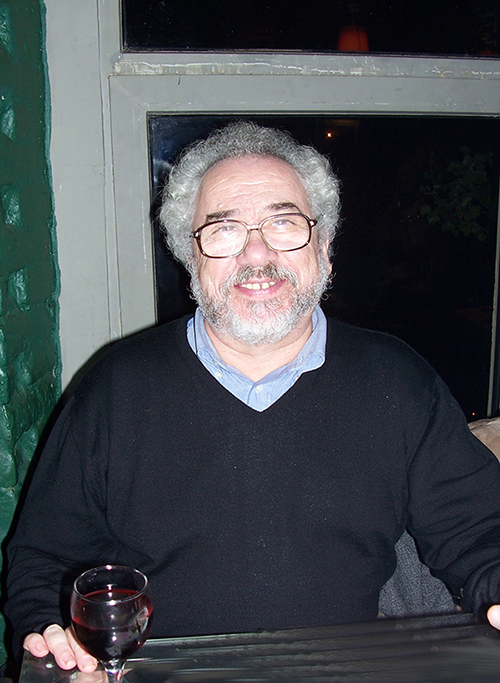
Поэт Михаил Яснов на V Международной биеннале поэтов в Москве. 24.10.2007.

Не примыкая к литературе андеграунда, Яснов разрабатывал свою линию поэтического «антиофициоза», ориентируясь не только на традиции русской свободолюбивой лирики, но и на высокие образцы западной, прежде всего французской, поэзии. Долгие годы непечатания и работа в переводческом семинаре под руководством Э. Линецкой привели Яснова к углублённому изучению поэзии Франции рубежа XIX—XX веков, которая впоследствии стала основным предметом его переводческих интересов. С другой стороны, работа в университетском семинаре профессора Д. Максимова, защита под его руководством диплома по творчеству Велимира Хлебникова побудили Яснова творчески взглянуть на богатство родного языка, что привело в конечном счёте к продуктивным занятиям детской поэзией. Значительную роль в формировании Яснова как детского поэта сыграл В. Берестов.
Первая поэтическая публикация (ещё под фамилией Гурвич) состоялась в сборнике стихотворений юных поэтов «Час поэзии» (М., 1965). В конце 1970-х годов начинают выходить переводные книги Яснова, а также книги стихов для детей. Первая книга лирики «В ритме прибоя» пролежала в издательстве четырнадцать лет, была опубликована только в 1986 году и вызвала ряд сочувственных отзывов и высоких оценок. Впоследствии появление каждого нового сборника стихотворений Яснова расширяло круг его читателей, многие из которых уже были воспитаны на книгах его детских стихов и переводов. Критика прежде всего обращает внимание на сочетание в его стихах трагизма и самоиронии, культурных ассоциаций и языковой игры.
В 1979 году появилась первая книга Яснова для детей «Лекарство от зевоты». За прошедшие с тех пор годы вышли десятки книг, превратившие его в одного из самых известных и популярных детских поэтов сегодняшней России. При этом Яснов не ограничивался собственно стихами, но и старался ответить на вопрос, какова цель детской литературы, — составлял антологии, писал статьи и эссе, выступал перед профессиональной и детской аудиторией, проводил мастер-классы и семинары. В результате его творчество можно расценивать как определённый «трактат» о поэтическом воспитании ребёнка. Он был уверен в возможности и необходимости с помощью стихового воспитания раскрывать перед детьми красоту и богатство языка и в совместной игре показать, что такие понятия, как рифма или ритм — не просто стиховедческие термины, а основы того мира, который воспитывает душу и формирует сознание.
Не менее ярко работал Яснов в области поэтического перевода. Им переведены, составлены, прокомментированы многие страницы французской поэтической классики. Он виртуозно переводил Сирано де Бержерака, Шенье, Бодлера, Верлена, Рембо, Аполлинера. Об этой своей работе, о своем видении места поэтического перевода в культуре он неоднократно говорил в многочисленных интервью.
Перевёл с французского книги прозы: «Беседы с Дмитрием Вячеславовичем Ивановым» (1999), «Моисей. Наш современник» Жана Бло (2001), «Гниющий чародей. Убиенный поэт» Г. Аполлинера (2002), «Собиратель теней» Жан-Мари Ле Сиданера (2002), «Парижский прохожий» Л.-П. Фарга (2004). Среди переводов для детей с французского — книги «Бретонские баллады» (1995), «Бретонские сказки» (1995), трёхтомная антология французских стихов для детей «Поэзия вокруг нас» (1992—1993), книги французских литературных сказок «Сказки для горчичников» (1993) и «Попугай Дагобер и ржавый якорь» (1994), а также авторские книги сказок Веркора (1992), Мориса Карема (1999), Клода Руа (1999), Эжена Ионеско (1999), Пьера Грипари (2000), Жан-Люка Моро (2001).
Принял участие в переводе фундаментального свода французского фольклора «По дороге на Лувьер» (2001).
Стихи Михаила Яснова переводились на французский, английский, польский, эстонский, латышский, румынский и другие языки.

## Семья
- Первая жена — Елена Вадимовна Баевская[15], филолог, переводчица с французского языка.
  - Сын — Дмитрий Баевский (род. 1976), музыкант[16][17].
- Вторая жена — Анна Борисовна Шульгат, театровед, театральный критик, переводчица с английского языка[18].
- В 2015 году женился на детской писательнице Асе Петровой[19].

## Награды
- Почётный диплом Международного Совета по детской и юношеской книге (IBBY) за перевод книги Пьера Грипари «Сказки улицы Брока» (2002).
- Премия имени Мориса Ваксмахера за переводы повестей Гийома Аполлинера «Гниющий чародей» и «Убиенный поэт» (2003)[20].
- Премия имени Самуила Маршака в номинации «Поэзия» за книгу «Праздник букваря» (2005)[21].
- Почётные грамоты Невского книжного форума за книги «Проклятые поэты» и «Стихи французских поэтов для детей» (2006).
- Диплом конкурса Федерального агентства по печати и массовым коммуникациям «Книга года» в номинации «Уроки французского» за книгу «Проклятые поэты» (2006).
- Лауреат конкурса Федерального агентства по печати и массовым коммуникациям «Книга года» в номинации «Вместе с книгой мы растем» (книга стихов для детей «Детское время») (2007).
- Лауреат всероссийского конкурса «Алые паруса» (книга «Детское время») (2007).
- Премия «Иллюминатор» журнала «Иностранная литература» за подготовку и составление билингвального сборника «Проклятые поэты» (2008).
- Премия журнала «Звезда» за лучшую поэтическую подборку 2007 года (2008).
- Премия «Мастер» за книги переводов Г. Аполлинера, П. Пикассо и двухтомник избранных переводов французской лирики (2008).
- Премия имени Корнея Чуковского в номинации «За выдающийся вклад в отечественную поэзию для детей» (2009).
- Премия Правительства РФ в области культуры за книгу стихотворений «Детское время» (2012).
- Приз Международной ассоциации чтения «Размышление о Маленьком Принце» — за открытие и приобщение детей к миру чтения (2014)
- Диплом журнала «Библиотека в школе» в номинации «Просветитель» за лучшую публикацию 2014 года (цикл статей «Уроки детской поэзии», № 3—5 / 2014) (2014).
- Премия имени Самуила Маршака в рамках празднования десятилетия в номинации «Лучший автор» за пропаганду зарубежной детской литературы и переводы на русский язык лучших книг западных писателей (2014).
- Финалист премии «Просветитель» за книгу «Путешествие в Чудетство. Книга о детях, детской поэзии и детских поэтах» (2015).
- Орден Золотого Орла «За высоту творческих свершений» от Союза литераторов Европы и Международного наградного союза (2016)[22].
- Премия «Книжный червь» (2020) — посмертно[23].

## Память
- В марте 2021 года был организован Международный конкурс перевода имени Михаила Яснова[24].
- В 2022 году имя было присвоено Детской библиотеке иностранной литературы (Санкт-Петербург, ул. 3-я Советская, д. 8 лит. А)[25].